# Australian Championships 1952
Turniej tenisowy Australian Championships, dziś znany jako wielkoszlemowy Australian Open, rozegrano w 1952 roku w Adelaide w dniach 19 − 28 stycznia.

## Zwycięzcy

### Gra pojedyncza mężczyzn
- Ken McGregor (AUS) – Frank Sedgman (AUS) 7:5, 12:10, 2:6, 6:2

### Gra pojedyncza kobiet
- Thelma Coyne Long (AUS) – Helen Angwin (AUS) 6:2, 6:3

### Gra podwójna mężczyzn
- Ken McGregor (AUS)/Frank Sedgman (AUS) – Don Candy (AUS)/Mervyn Rose (AUS) 6:4, 7:5, 6:3

### Gra podwójna kobiet
- Thelma Coyne Long (AUS)/Nancye Wynne Bolton (AUS) – Allison Burton Baker (AUS)/Mary Bevis Hawton (AUS) 6:1, 6:1

### Gra mieszana
- Thelma Coyne Long (AUS)/George Worthington (AUS) – Gwen Thiele (AUS)/Tom Warhurst (AUS) 9:7, 7:5